# Jaap Boot
Jaap Boot, właśc. Jan Jacobus Boot (ur. 1 marca 1903 w Wormerveer, zm. 14 czerwca 1986 w Dordrechcie) – holenderski lekkoatleta (sprinter i skoczek w dal), medalista olimpijski z 1924.
Swój największy sukces odniósł na igrzyskach olimpijskich w 1924 w Paryżu, gdzie zdobył brązowy medal w sztafecie 4 × 100 metrów (w składzie: Boot, Harry Broos, Jan de Vries i Rinus van den Berge). Sztafeta ta wyrównała rekord świata w biegu eliminacyjnym czasem 42,0 s, ale w finale pomimo jeszcze lepszego rezultatu 41,8 s uległa drużynom Stanów Zjednoczonych i Wielkiej Brytanii. Boot startował na tych igrzyskach również w skoku w dal, w którym zajął 8. miejsce w serii kwalifikacyjnej i nie wszedł do finału.
Boot wystąpił także na igrzyskach olimpijskich w 1928 w Amsterdamie, gdzie odpadł w eliminacjach biegu na 100 metrów.
Oprócz rekordu w sztafecie 4 × 100 metrów Boot był również dwukrotnym rekordzistą Holandii w skoku w dal, do wyniku 7,06 m (7 września 1924 w Rotterdamie). Jego rekord życiowy w tej konkurencji pochodził z 1932 i wynosił 7,24 m.
Był mistrzem Holandii w skoku w dal w 1923, 1924, 1932 i 1933.